# Atonie
Atonie ist der medizinische Fachbegriff für das Fehlen von Tonus, also von Spannung, der glatten oder der quergestreiften Muskulatur. In der heutigen Medizin wird der Begriff für die fehlende Spannung glatter Muskulatur, z. B. der Gebärmutter, des Darms, des Magens oder der Blase verwendet. Für die fehlende Spannung der quergestreiften, willkürlichen Skelettmuskulatur benutzt man die Bezeichnung Parese (inkomplette Lähmung) und Plegie (komplette Lähmung). Ausnahmen sind atonische epileptische Anfälle und die Schlafatonie. Die Atonie von Geweben oder Organen ist als medizinischer Fachbegriff historisch.
Das Gegenteil (Gegenwort) der Atonie ist der normale Spannungszustand, welcher als Tonus bezeichnet wird, beziehungsweise die krankhaft gesteigerte Spannung, also der Hypertonus (Verspannung, Myogelose (Muskelhärte), Muskelverhärtung). Die Übergänge von der Atonie und der Monotonie über die Hypotonie, die Normotonie, die Orthotonie und die Eutonie bis zur Hypertonie, zur Dystonie und zur Katatonie sind fließend. Eine absolute Atonie in Höhe von 0 Pa gibt es nicht.
„Im weitern Sinne ist die Atonie auch die Bezeichnung für die schlaffe Gesamthaltung eines Menschen.“

## Wortherkunft und -ableitungen
Das Wort Atonie stammt an von altgriechisch ἀ- a-, deutsch ‚un-‘, ‚-los‘; τόνος tonos, deutsch ‚Spannung‘ ab; zugehörige Adjektive aton, atonisch, atonistisch, atonisiert, atonal, atonatorisch. Im Lateinischen ist die atonia die Spannungslosigkeit (der Muskulatur).

## ICD-10
Im systematischen Verzeichnis der ICD-10 findet man fünf Einträge, in denen Atonie oder atonisch enthalten ist:
- G40.3 Generalisierte idiopathische Epilepsie und epileptische Syndrome: Unspezifische epileptische Anfälle: atonisch
- K59.8 Sonstige näher bezeichnete funktionelle Darmstörungen: Kolonatonie
- N31.2 Schlaffe neurogene Harnblase, anderenorts nicht klassifiziert. Neurogene Harnblase: atonisch (motorisch) (sensorisch)
- O62.2 Sonstige Wehenschwäche: Uterusatonie unter der Geburt
- O72.1 Sonstige unmittelbar postpartal auftretende Blutung: Postpartale Blutung (atonisch) ohne nähere Angaben

Im alphabetischen Verzeichnis der ICD-10 finden sich weit mehr Einträge zu Atonie oder atonisch:
- F45.31 Psychogene Magenatonie
- F45.32 Psychogene Darmatonie
- F45.32 Psychogene Zäkumatonie
- G40.3 Generalisierte idiopathische Epilepsie und epileptische Syndrome: Atonische Absencen, Atonische epileptische Absencen, Atonischer Anfall, Unspezifischer atonischer epileptischer Anfall
- G70.8 Myatonia congenita
- G80.1 Kongenitale Zerebrospasmen: Atonisch-astatischer Symptomenkomplex
- K59.8 Sonstige näher bezeichnete funktionelle Darmstörungen: Kolonatonie
- I78.8 Ektasie des Plexus pampiniformis: Kapillargefäßatonie
- K22.88 Ösphagusatonie
- K30 Atonische Dyspepsie
- K31.88 Gastroparese: Magenatonie
- K56.0 Atonischer Ileus, Dünndarmparalyse, Paralytischer Ileus
- K59.01 Atonische Obstipation
- K59.8 Dickdarmatonie, Darmatonie, Dünndarmatonie, Zäkumatonie, Kolonatonie
- M62.89 Muskelatonie
- N28.88 Ureteratonie, Harnleiteratonie
- N31.2 Detrusordekompensation der Harnblase, Detrusoratonie der Harnblase, Blasenatonie, Neurogene Blasenatonie, Harnblasenatonie, Neurogene motorisch atonische Harnblase, Neurogene sensorisch atonische Harnblase, Atonische neuromuskuläre Harnblasendysfunktion, Schlaffe neurogene Harnblase, anderenorts nicht klassifiziert
- O72.1 Atonische postpartale Blutung
- P94.2 Angeborene Muskelatonie, Floppy-Infant-Syndrom, Angeborene atonische Pseudoparalyse

Man sieht, dass der Begriff Atonie weit verbreitet ist, in der heutigen klinischen Medizin aber vielfach durch andere Begriffe ersetzt wurde.
Anmerkung: Bei vielen Ziffern, z. B. G40.3, werden zahlreiche seltene Krankheitsformen unter einer ICD-Kategorie zusammengefasst. Bei anderen, z. B. N31.2, werden zahlreiche Bezeichnungen für die gleiche Erkrankung verwendet.

## Einteilung

### Atonien der glatten, unwillkürlichen Muskulatur
1. Atonien des Gastrointestinaltraktes
a) Ösophagusatonie
b) Magenatonie, atonische Dyspepsie, Atonia ventriculi
c) atonischer Ileus, paralytischer Ileus
d) atonische Obstipation, Dickdarmatonie
e) Zäkumatonie (kein eigenständiges Krankheitsbild)
2. Urologische Atonien
a) Harnleiteratonie
b) Blasenatonie, Atonia vesicae
c) Ektasie des Plexus pampiniformis, Kapillargefäßatonie (der Plexus pampiniformis ist ein Kapillargeflecht, welches den Hoden versorgt).
3. Gynäkologische Atonien
a) Atonische postpartale Blutung
b) Uterusatonie (Atonia uteri[10]) vor der Entbindung: im Sprachgebrauch meistens als Wehenschwäche bezeichnet.
4. Psychogene gastrointestinale Atonien
a) Psychogene Magenatonie
b) Psychogene Darmatonie
c) Psychogene Zäkumatonie

### Atonien der quergestreiften, willkürlichen Muskulatur
1. Störung der Muskulatur
a) Angeborene atonische Pseudoparalyse, Floppy-infant-Syndrom
2. Störungen der motorischen Nervenbahnen (im klinischen Sprachgebrauch werden heute andere Bezeichnungen gewählt)
a) vollständige Lähmung: Plegie
b) teilweise Lähmung: Parese
3. Störungen des ZNS
a) Epilepsie-Formen: atonische Absencen, atonische epileptische Absencen, atonischer Anfall, unspezifischer atonischer epileptischer Anfall
b) Atonisch-astatischer Symptomenkomplex: meistens Folge eines Sauerstoffmangels unter der Geburt (Spastiker)
4. Schlafatonie: verhindert im Normalfall geträumte Körperbewegungen

## Magenatonie
In der heutigen Klinik wird meistens der Begriff Gastroparese (Englisch gastroparesis) verwendet. Das Syndrom ist definiert als verzögerte Magenentleerung ohne mechanische Behinderung. Die Folge ist ein Völlegefühl nach Mahlzeiten mit Übelkeit, Erbrechen und Aufstoßen, zum Teil mit Oberbauchschmerzen verbunden. Eine häufige Ursache ist Diabetes mellitus.

## Darmatonie
Bei einem Darmverschluss (Ileus) unterscheidet man zwei grundsätzlich verschiedene Mechanismen. Die Ursache kann eine mechanische Sperre sein, zum Beispiel durch einen Tumor, oder der Darminhalt wird nicht weiter transportiert, weil der Darm schlaff, also atonisch, ist. Im ersten Fall spricht man von einem mechanischen Ileus, im zweiten Fall von einem paralytischen oder atonischen Ileus. In beiden Fällen ist der Bauch schmerzhaft gebläht. Im Röntgenbild zeigen die gedehnten Darmschlingen mit flüssigem Darminhalt und Gasen charakteristische Spiegel. Beim mechanischen Verschluss versucht der intakte Darm mit heftigen Kontraktionen den Stopp zu überwinden. 
Klingende, laute Darmgeräusche sind hörbar. Bei der Darmatonie dagegen hat die Darmwand keine Kraft, Darminhalt und Gase weiter zu bewegen. Darmgeräusche fehlen ganz oder sind stark abgeschwächt. Eine Darmatonie kann nach offenen Bauchoperationen auftreten. Der Darm nimmt die damit verbundene mechanische Reizung übel und antwortet mit Erschlaffung. In den meisten Fällen nimmt der Darm nach einiger Zeit spontan seine Tätigkeit wieder auf. In schweren Fällen muss man Parasympathomimetika (Medikamente, die das vegetative Nervensystem des Darmes stimulieren) applizieren. Ernster ist die Situation, wenn eine Mangeldurchblutung die Ursache für die Darmerschlaffung ist. Dann können Teile der Darmwand absterben. Nur eine zügige Operation kann dem Patienten helfen.

## Uterusatonie
Die Uterusatonie (Atonia uteri) ist eine akute, lebensbedrohliche Komplikation der Nachgeburtsperiode. Vor der Entbindung strömt Blut aus zahlreichen Gefäßen der Uterusinnenwand, um Mutterkuchen und Ungeborenes mit Sauerstoff und Nährstoffen zu versorgen. Sobald der Mutterkuchen in Form einer Nachgeburt den Uterus verlassen hat, kontrahiert sich die Gebärmutter und dichtet so alle mütterlichen Adern ab. Bleibt diese Kontraktion aus, so entleert sich Blut in dickem Schwall aus der Gebärmutter. Risikofaktoren für eine Atonie sind eine unvollständige Entleerung der Nachgeburt und eine Überdehnung der Gebärmutter, zum Beispiel durch ein Polyhydramnion oder eine Mehrlingsschwangerschaft. Die Behandlung ist zweigleisig. Der Arzt muss die Gebärmutter zur Kontraktion bringen, indem er zum Beispiel Mutterkuchenreste durch eine Curettage entfernt, den Uterus manuell komprimiert und Medikamente zur Kontraktion der Gebärmutter verabreicht, zum Beispiel Mutterkornalkaloide. Gleichzeitig muss verhindert werden, dass die Mutter durch den Blutverlust in einen schweren Schockzustand gerät. Dazu gehören das Legen mehrerer venöser Zugänge, die schnelle Infusion von Plasmaexpandern und das rasche Herbeischaffen von Blutkonserven.

## Atonische Epilepsie
Die atonische Epilepsie gehört zu den generalisierten, motorischen Epilepsien. Es kommt zu einem plötzlichen Tonusverlust der Muskeln, also zu einer Atonie. Der Patient verliert die Kontrolle über seinen Körper und zieht sich durch einen Sturz häufig Verletzungen zu.
Das Gegenteil ist ein tonischer Anfall. Beim Pseudo-Lennox-Syndrom gibt es atonische Nickanfälle und ebenfalls atonisch-astatische Anfälle. Die Epilepsie mit myoklonisch-astatischen Krisen heißt auch myoklonisch-atone Epilepsie oder Doose-Syndrom mit der Abkürzung EMAS (epilepsy with myoclonic-atonic seizures). Diese seltene Krankheit beginnt im frühen Kindesalter. Bei zwei Dritteln der Kinder heilt die Krankheit nach 5–6 Jahren aus.

## Atonisch-astatisches Syndrom
Die Atonia astasia (griechisch: ἡ αστασια e astasia = das Nichtbeibehalten einer bestimmten Stellung oder Lage; große Unruhe schwer Kranker, die sich beständig umherwerfen; lateinisch astaticus = nicht still stehend, nicht fest stehend) ist eine Diplegia atonica congenita (lateinisch: congenitus = angeboren). Sie heißt nach dem Erstbeschreiber Otfried oder Otfrid Foerster auch Foerster-Syndrom. 
Bei diesem atonisch-astatischen Syndrom Foerster handelt es sich um eine Form der zerebralen Kinderlähmung mit einer Muskelhypotonie, also um einen Verlust oder eine Abnahme der Spannung der gesamten Skelettmuskulatur. Es kommt zum Halteverlust des Kopfes und zur Überstreckbarkeit der großen Gelenke. Möglich sind auch eine Ataxie und Störungen der geistigen Entwicklung. Diese angeborene oder manchmal auch als Geburtstrauma erworbene Form der infantilen Zerebralparese ist selten.

## Schlafatonie
Beim Schlafen kommt es in den REM-Phasen (Rapid Eye Movement) zur Muskelatonie. Das ist eine vorübergehende Lähmung der Skelettmuskulatur; Bewegungen werden blockiert, Skelettmuskeln werden inhibiert. Man spricht auch von der Schlafparalyse, Schlafstarre oder Schlaflähmung. Es ist eine schlaffe Lähmung, welche vom Aufwachenden jedoch als das Gegenteil, als eine Starre des Körpers oder als ein Gefühl des Gelähmtseins, empfunden wird. Diese REM-Atonie ist Folge einer Hyperpolarisation der α-Motoneurone. Die physiologische Bedeutung der Schlafatonie während des REM-Schlafes besteht darin, die Muskelbewegungen geträumter Aktionen zu unterbinden. Geträumte aggressive oder sexuelle Handlungen sollen nicht real umgesetzt werden. Auch geträumte Ausscheidungen von Urin oder Kot werden nicht real durchgeführt. Nur die Augenmuskulatur ist von der Schlafatonie nicht betroffen. Die heftigen Augenbewegungen während des REM-Schlafes zeigen geträumte Aktionen an.
Die Störung der Schlafatonie wird als REM-Schlaf-Verhaltensstörung (im Englischen RBD. REM-sleep behavior disorder) bezeichnet. Durch die mangelhafte Schlafatonie kommt es in Traumphasen zu heftigen Körperbewegungen, zum Um-sich-Schlagen und zum Wälzen, zum Teil mit Lautäußerungen. Die REM-Schlaf-Verhaltensstörung wird mit Veränderungen im Hirnstamm zum Beispiel beim chronischen Alkoholismus in Verbindung gebracht. 
Sie kann ein Frühsymptom einer Parkinson-Krankheit sein. Bei manifester Parkinson-Krankheit und anderen degenerativen Hirnstammerkrankungen wie Multisystematrophie oder Lewy-Körper-Demenz tritt die REM-Schlaf-Verhaltensstörung in 25–50 % der Fälle auf.
Ebenfalls im tiefen Schlaf und im Koma kommt es zur Schlafmiosis; das ist eine Pupillenverengung als Folge einer Tonusminderung (Atonie) des Sympathikus. Bei manchen Tieren kommt es zum Torpor. Das ist ein Zustand tatsächlicher körperlicher Starre, also der Gegensatz zur Atonie. Bei der Narkolepsie kommt es zum imperativen Schlafdrang (Schlafanfall), dann zum affektiven Tonusverlust oder zur Kataplexie (Lachschlag) mit hypnagogen Halluzinationen und anschließend zum dissoziierten Erwachen oder zur Schlaflähmung.

## Lähmungen
Die Lähmung (Paralyse, Plegie, Parese) wird definiert als vollständiger Funktionsausfall der Skelettmuskulatur. Der Ruhetonus der betroffenen Muskeln ist entweder reduziert (Atonie) oder gesteigert (Spastik, Spastizität). Zur absoluten Atonie kommt es nicht. Die relative Muskelatonie wird hier als schlaffe Lähmung bezeichnet, im Gegensatz zur spastischen Parese. Eine Atonisierung der spastischen Tonuserhöhung kann neben der Physiotherapie im Rahmen einer multimodalen Therapie mit einem antispastischen Medikament (Antispastikum) angestrebt werden. Gelegentlich wird (besonders in einigen Fremdsprachen) eine Muskelschwäche auch als Debilität oder Subdebilität (lateinisch: debilis = ‚ungelenk‘, ‚schwach‘, ‚gelähmt‘, ‚lahm‘, ‚schwächlich‘; lateinisch subdebilis = ‚leicht gelähmt‘) bezeichnet.

## Geriatrie
„Die physiologische Atonie des Greisenalters heißt Atonia senilis.“

## Veterinärmedizin
Bei Wiederkäuern kann es als Folge einer Atonie des Labmagens im Sinne einer Muskelwandschwäche zu einer Labmagenverlagerung kommen. Das gilt bei Milchkühen und bei der Rindfleischerzeugung als Leistungskrankheit. – Bei Kaninchen wird eine Atonie des Magen-Darm-Traktes nach einer Anästhesie beschrieben.

## Historische und esoterische Auffassungen der Atonie
Eine Organschwäche hieß früher altgriechisch Atonie; heute wird die lateinische Bezeichnung Insuffizienz synonym verwendet, also Niereninsuffizienz und Herzinsuffizienz. In alten medizinischen Wörterbüchern sucht man das Stichwort Insuffizienz vergeblich; es gilt als bildungssprachlich und ist (in der Medizin) vor 1800 nicht nachweisbar.
Galenos von Pergamon (128 bis 216 nach Christi Geburt) definierte die Atonia (mittellateinisch) unabhängig von der jeweiligen Ätiologie als „eine Erschlaffung des Magens, der Blutadern, der Arterien, der Muskeln und des gesamten körperlichen und geistigen Wesens des Organismus“. 
Galen vermutete eine Nierenatonie als Ursache des Diabetes mellitus. Carl Christian Schmidt nennt 1847 die Nierenatonie als Ursache des Diabetes insipidus und beschreibt eine erfolgreiche Therapie mit einem Diuretikum.
Nach Ludwig August Kraus (1844) bedeuten das altgriechische Wort tonos (ὁ τονος) und das synonyme lateinische Wort tonus nicht nur „die Spannkraft der thierischen Theile“ (also „besonders der thierischen Faser“), sondern auch „der Ton in der Musik“.
Verschiedene Entspannungsverfahren sollen den Tonus von Körper, Geist und Seele verkleinern. Durch solche Atonalisierungen können übermäßige Anspannungen und Erregungen günstig beeinflusst werden, um die Gelassenheit, die Achtsamkeit und das Wohlbefinden zu vergrößern. Es bleibt jedoch unklar, ob neben der Verschiebung von der Hypertonie zur Eutonie auch eine zusätzliche Verschiebung von der Eutonie zur Atonie angestrebt wird.
Entspannungsverfahren dienen der Atonalisierung oder auch der Detonalisierung im Sinne einer Tonusminderung. Die Detonierung oder Detonalisierung darf nicht mit der Detonation verwechselt werden. In allen drei Wörter ist die Etymologie identisch: ent-spannen. Ein Detonator wirkt als Atonator.
Heilpraktiker sehen bei der Herzatonie einen Zusammenhang zwischen Niereninsuffizienz und Herzinsuffizienz („Der Herztonus bestimmt auch den Nierentonus.“). Heute spricht man in der Schulmedizin hier vom kardiorenalen Syndrom. Eine Anomalie des Herzmuskeltonus besonders bei „Kranken mit labilem vegetativen Nervensystem“ wurde als Herzatonie bezeichnet. Früher wurde das vierte Stadium des Kammerflimmerns als atonische Inkoordination bezeichnet.